# Фторид молибдена(VI)
Фторид молибдена(VI) — неорганическое соединение, соль металла молибдена и плавиковой кислоты с формулой MoF6, бесцветная подвижная жидкость, реагирует с водой.

## Получение
- Реакция молибдена и фтора:

{\displaystyle {\mathsf {Mo+3F_{2}\ {\xrightarrow {20-50^{o}C}}\ MoF_{6}}}}
- Действие фтора на гексакарбонил молибдена:

{\displaystyle {\mathsf {Mo(CO)_{6}+9F_{2}\ {\xrightarrow {50-70^{o}C}}\ MoF_{6}+6CF_{2}O}}}
- Реакция молибдена и трифторида брома:

{\displaystyle {\mathsf {Mo+2BrF_{3}\ {\xrightarrow {350^{o}C}}\ MoF_{6}+Br_{2}}}}

## Физические свойства
Фторид молибдена(VI) образует бесцветную подвижную жидкость.
При температуре ниже -9,76°С образует кристаллы ромбической сингонии, а выше этой температуры — 
кубической сингонии, параметры ячейки a = 0,6221 нм, Z = 2.
Растворяется в безводном фтороводороде (образует азеотропную смесь), трифториде хлора, органических растворителях.

## Химические свойства
- Реагирует с влагой из воздуха:

{\displaystyle {\mathsf {2MoF_{6}+3H_{2}O\ {\xrightarrow {}}\ MoOF_{4}+MoO_{2}F_{2}+6HF}}}
- Реагирует с водой:

{\displaystyle {\mathsf {MoF_{6}+3H_{2}O\ {\xrightarrow {}}\ MoO_{3}\downarrow +6HF}}}
- Реагирует с разбавленными щелочами:

{\displaystyle {\mathsf {MoF_{6}+8NaOH\ {\xrightarrow {}}\ Na_{2}MoO_{4}+6NaF+4H_{2}O}}}
- Восстанавливается водородом или металлическим молибденом до фторида молибдена(V):

{\displaystyle {\mathsf {2MoF_{6}+H_{2}\ {\xrightarrow {150-200^{o}C}}\ 2MoF_{5}+2HF}}}
{\displaystyle {\mathsf {5MoF_{6}+Mo\ {\xrightarrow {400^{o}C}}\ 6MoF_{5}}}}
- С концентрированными растворами фторидов щелочных металлов образует комплексы:

{\displaystyle {\mathsf {MoF_{6}+2KF+2H_{2}O\ {\xrightarrow {0^{o}C}}\ K_{2}[MoO_{2}F_{4}]\downarrow +4HF}}}

## Применение
- Нанесение покрытия молибдена на неметаллические поверхности.
- Как компонент катализатора гидратирования нефтепродуктов.
- При разделении изотопов молибдена.